# Bremerhavener Stadtverordnetenversammlung
Die Bremerhavener Stadtverordnetenversammlung ist die kommunale Stadtvertretung in Bremerhaven.
Sie nimmt in der kommunalen politischen Struktur insofern eine besondere Stellung ein, als sie umfassende Rechte besitzt, die andere kommunale Parlamente nicht besitzen. Die Stadtverordnetenversammlung ist der Steinschen Städteordnung und der Magistratsverfassung zuzuordnen. Bremerhaven besitzt eine eigene Stadtverfassung, die von der Bremerhavener Stadtverordnetenversammlung mit einer Zwei-Drittel-Mehrheit geändert werden kann. Außerdem obliegt der Stadt Bremerhaven die Befugnis über die Bremerhavener Polizei über die Bremerhavener Ortspolizeibehörde. Zuständiger Dezernent für die Polizei ist der Oberbürgermeister Melf Grantz (SPD). Ferner obliegt der Bremerhavener Selbstverwaltung neben der Hoheit über die Polizei auch eine beschränkte Hoheit über das Schulwesen, insbesondere die Einstellung von Lehrkräften.
Die Stadtverordnetenversammlung überwacht laut Stadtverfassung die Amtsführung des Magistrats und führt alle Angelegenheiten der Selbstverwaltung durch. Wegen der umfassenden Rechte der Selbstverwaltung wird Bremerhaven als „die freieste Kommune der Welt“ bezeichnet.
Die Bremerhavener Stadtverordnetenversammlung besteht aus 48 Stadtverordneten. Ihr steht ein Stadtverordnetenvorsteher vor, der mit vier weiteren Beisitzern den Vorstand der Stadtverordnetenversammlung bildet.

## Wahlen zur Stadtverordnetenversammlung

### Mandatsverteilung seit 1947
1951 traten DP, CDU, FDP und Parteilose gemeinsam als Parteiblock Bremerhaven an.
| Wahltag    | Gesamt | SPD | CDU | GRÜNE | AfD | BIW | LINKE | FDP | PARTEI | Piraten | NPD | DVU | DP  | KPD | Weitere               |
| ---------- | ------ | --- | --- | ----- | --- | --- | ----- | --- | ------ | ------- | --- | --- | --- | --- | --------------------- |
| 12.10.1947 | 48     | 23  | 8   |       |     |     |       | 5   |        |         |     |     | 7   | 5   |                       |
| 07.10.1951 | 48     | 19  | 19  |       |     |     |       | CDU |        |         |     |     | CDU | 3   | BHE: 4 SRP: 3         |
| 09.10.1955 | 48     | 23  | 8   |       |     |     |       | 4   |        |         |     |     | 13  |     |                       |
| 11.10.1959 | 48     | 28  | 7   |       |     |     |       | 3   |        |         |     |     | 10  |     |                       |
| 29.09.1963 | 48     | 29  | 15  |       |     |     |       | 4   |        |         |     |     |     |     |                       |
| 01.10.1967 | 48     | 25  | 15  |       |     |     |       | 4   |        |         | 4   |     |     |     |                       |
| 10.10.1971 | 48     | 29  | 16  |       |     |     |       | 3   |        |         |     |     |     |     |                       |
| 28.09.1975 | 48     | 26  | 17  |       |     |     |       | 5   |        |         |     |     |     |     |                       |
| 07.10.1979 | 48     | 27  | 16  |       |     |     |       | 5   |        |         |     |     |     |     |                       |
| 25.09.1983 | 48     | 27  | 18  | 3     |     |     |       |     |        |         |     |     |     |     |                       |
| 13.09.1987 | 48     | 27  | 12  | 6     |     |     |       | 4   |        |         |     | 2   |     |     |                       |
| 29.09.1991 | 48     | 20  | 14  | 5     |     |     |       | 4   |        |         |     | 5   |     |     |                       |
| 24.09.1995 | 48     | 16  | 19  | 6     |     |     |       |     |        |         |     | 3   |     |     | AFB: 4                |
| 26.09.1999 | 48     | 22  | 20  | 3     |     |     |       |     |        |         |     | 3   |     |     |                       |
| 28.09.2003 | 48     | 18  | 16  | 6     |     |     |       | 4   |        |         |     | 4   |     |     |                       |
| 13.05.2007 | 48     | 16  | 12  | 6     |     | 3   | 3     | 5   |        |         |     | 3   |     |     |                       |
| 22.05.2011 | 48     | 16  | 9   | 11    |     | 3   | 2     | 2   |        | 1       | 1   |     |     |     | B+B: 1 RRP: 1 FBhv: 1 |
| 10.05.2015 | 48     | 16  | 12  | 5     | 2   | 3   | 3     | 3   | 1      | 1       | 1   |     |     |     | Milchert: 1           |
| 25.05.2019 | 48     | 12  | 10  | 8     | 4   | 4   | 4     | 3   | 1      | 1       |     |     |     |     | Knorr: 1              |
| 14.05.2023 | 48     | 13  | 10  | 6     | 3   | 9   | 3     | 3   | 1      |         |     |     |     |     |                       |

### Wahl 2011
In der Stadtverordnetenversammlung bekamen bei der Wahl vom 22. Mai 2011 die SPD 16 Sitze, Bündnis 90/Die Grünen 11 Sitze, die CDU 9 Sitze, die BIW 3 Sitze, die FDP 2 Sitze, Die Linke 2 Sitze; die Piratenpartei, die NPD, die RRP, die Bremer und Bremerhavener Wählergemeinschaft (B+B) sowie die Wählergemeinschaft Für Bremerhaven erhielten jeweils einen Sitz. FDP und B+B schlossen sich zur Bremerhavenfraktion zusammen. Die Parteien Die Linke, Piratenpartei und RRP bildeten gemeinsam die Fraktion RePiLi. Im November 2012 traten die beiden Stadtverordneten der Linken zur RRP, inzwischen Bündnis 21/RRP, über. Im Zuge dessen wurde die Fraktion aus Bündnis 21/RRP und Piratenpartei in B21-Piraten umbenannt. Am 28. März 2013 trat die Stadtverordnete Rebecca Sarnow aus dem Bündnis 21/RRP aus und der Wählervereinigung BIW bei. Damit erhielten die BIW den Fraktionsstatus.

### Wahl 2015
Aus der Wahl zur Stadtverordnetenversammlung vom 10. Mai 2015 ging die SPD mit 16 Sitzen, Bündnis 90/Die Grünen mit fünf Sitzen, die CDU mit zwölf Sitzen, die BIW, Die Linke und die FDP mit jeweils drei Sitzen, die Piratenpartei und die NPD mit jeweils einem hervor. Außerdem erzielte die AfD zwei Sitze und Die PARTEI einen Sitz. Ferner gelang dem Einzelbewerber Jürgen Milchert der Einzug in die Stadtverordnetenversammlung.
Die BIW legte Einspruch gegen das Ergebnis der Wahl ein, weil sie Fehler bei der Auszählung festgestellt hat. Nach einer Korrektur von 45 Stimmzetteln fehlen der BIW nur 25 Stimmen, die theoretisch bereits von nur fünf Wählern erbracht worden sein könnten, für einen vierten Sitz und dem damit verbundenen Fraktionsstatus. Ein Rechtsgutachten im Auftrag der Stadtverordnetenversammlung kam zu dem Schluss, dass tatsächlich Fehler verursacht wurden, die zu einer falschen Sitzverteilung in der Stadtverordnetenversammlung geführt haben könnten. Das Gutachten empfiehlt eine Neuauszählung und abhängig vom Auszählungsergebnis die Durchführung einer Wiederholungswahl in einem Wahlbezirk, in dem Wähler zu Unrecht von Wahlhelfern abgewiesen wurden.

### Wahl 2019
Bei der Wahl zur Stadtverordnetenversammlung vom 26. Mai 2019 erhielt die SPD 12 Sitze, die CDU 10 Sitze, die FDP 3 Sitze, Bündnis 90/Die Grünen 8 Sitze, Die Linke 4 Sitze, die Piratenpartei und die PARTEI jeweils einen Sitz, die AfD und die BIW je 4 Sitze, außerdem zog noch die Einzelbewerberin Marnie Knorr ein.
Die Parteien Bündnis 90/Die Grünen, Piratenpartei und Die PARTEI schlossen sich zur Fraktion Die Grünen PP zusammen. Torsten von Haaren (SPD) löste Brigitte Lückert (SPD) als Stadtverordnetenvorsteher ab, seine Beisitzer sind Harry Viebrok (SPD) und Alexander Niedermeier (Piratenpartei).

### 2020
Im September 2020 traten zwei Abgeordnete aus Fraktion und Partei der AfD aus und waren seither parteilos.

### Wahl 2023
Bei der Wahl zur Stadtverordnetenversammlung vom 14. Mai 2023 erhielt die SPD 13 Sitze, die CDU 10 Sitze, die BIW 9 Sitze, die FDP 3 Sitze, Bündnis 90/Die Grünen 6 Sitze, die PARTEI einen Sitz, die AfD und die Linke je 3 Sitze. Nach mehreren Austritten aus verschiedenen Fraktionen stellt sich die Zusammensetzung der Stadtverordnetenversammlung wie folgt da: SPD 13 Sitze, CDU 10 Sitze, BIW 5 Sitze, FDP 3 Sitze, Bündnis 90/Die Grünen 5 Sitzen, die PARTEI ein Sitz, AFD 2 Sitze, die Linke 3 Sitze sowie 6 Einzelstadtverordnete.

## Stadtverordnetenvorsteher
Vor 1948
- 1867–1879: Leopold von Vangerow

Seit 1948
- 1948–1951: Karl Curdt (1885–1959), SPD
- 1951–1955: Carl Stelljes (1885–1963), parteilos, ab 1955 FDP
- 1955–1959: Karl Eggers (1919–2004), SPD
- 1959–1971: Willi Kuhn (1900–1980), SPD
- 1971–1975: Max Bernhardt (1905–1985), SPD
- 1975–1977: Günter Lemke (1931–2015), SPD
- 1977–1983: Mathilde Lehmann (1917–2007), SPD
- 1983–1995: Alfons Tallert (1916–2006), SPD
- 1995–1999: Hans Joachim Petersen (1936–2000), CDU
- 1999–2015: Artur Beneken, SPD
- 2015–2019: Brigitte Lückert, SPD
- seit 2019: Torsten von Haaren, SPD